# Direktor Steblič in drugi
Direktor Steblič in drugi (1977) je humoristični roman Janeza Švajncerja.

## Zgodba
Roman na humoren način pripoveduje o direktorju firme REKLAM, gospodu Stebliču in njegovih podrejenih: sekretarju Vrabiču, reklamnima tehnikoma Vinku in Izidorju, ki ju imenujejo tudi siamska dvojčka, gospe Vikici in snažilki Geli.
Direktor Steblič je samozavesten, pokroviteljski, a vendar zelo zvest in odgovoren član podjetja REKLAM. Vsakodnevno sodeluje s sekretarjem Vrabičem ter reklamnima tehnikoma Vinkom in Izidorjem. Direktor Steblič se odloči, da bi bilo potrebno premišljeno obnoviti njihov poslovni prostor. Za načrtovanje prostorov se javita reklamna tehnika Vinko in Izidor in iz velike pisarne nastaneta dve manjši. Vinko in Izidor sta nezadovoljna, da imajo pri tako uglednem podjetju, kot je podjetje REKLAM, še vedno stranišče na štrbunk. Kupita uvoženo stranišče. Glavna težava je obrtnik Vriskopisk, ki je lastnik konkurenčne delavnice REKLAME. Direktor Steblič je skrit za drevesom opazuje dogajanje v Vriskopiskovi delavnici. Zgrožen vidi, da je direktor Frančišek Mravljinec, direktor trgovskega podjetja SVEŽE ZELJE, ki je sodelovalo s podjetjem REKLAM, izstopil iz Vriskopiskove delavnice in da sta skupaj odšla proti gostilni AGATA. Dvojici v gostilni AGATA se pridruži reklamni tehnik Vinko. Opazijo skritega direktorja Stebliča, ki se pridruži pogovoru.  Steblič se komaj zadržuje, da se ne sporeče z Vriskopiskom. Vriskopiskov pes Luks Stebliču odgrizne del desne hlačnice in ga rahlo ugrizne. Rano mu pregleda zdravnik Prhljaj, na PRVI POMOČI pa mu rano razkužijo in obvežejo. Medtem pet postreščkov v REKLAM dostavi nov razmnoževalni stroj iz Avstrije.  
Na sestanku pri direktorju Stebliču sekretar Vrabič, Izidor in Vinko skozi okno opazijo rdeč mercedes in v njem zasebnega obrtnika Vriskopiska. Vinko se je odločil opraviti vozniški izpit. Kupil si je nov avto in začel obiskovati predavanja cestno prometnih predpisov, kjer mu je predaval Vriskopisk. Postal je prvi voznik in lastnik avtomobila v podjetju REKLAM. Vozniški izpit si je zaželel tudi direktor Steblič, vendar ga ni opravil. Odpotuje v Nemčijo in si kupil enako kvaliteten razmnoževalni stroj, kot ga ima Vriskopisk. V Nemčiji se zaljubi v lastnico tovarne Gizelo in ostane tam. Snažilka Gela se po neuslišani ljubezni do Vinka zaroči z Vriskopiskom. Po Stebličevem odhodu direktor postane Vrabič, sekretarka pa gospa Vikica, direktor Steblič pa tuji tovarnar in njihov poslovni partner.

## Kritika in literarna zgodovina
"Švajncerjev humor v večini ni situacijski, razberemo ga skozi tekst, saj prihaja prav pritajeno nekje od zadaj. Zato mu bolj ustreza oznaka značajski  ..." 
"Pisatelj nam bolj dobrohotno kot kritično prikazuje naše gospodarstvo. Delo se uvršča med navidez humoristična, po globljem smislu pa kritična besedila. Šaljivi prizori sprva vedrijo bralca, na koncu pa pokažejo precej nelepo podobo sveta." 
"Njegova literatura je namenjena širšemu sloju bralcev." 
"Mislim, da so vsa Švajncerjeva dela napisana zato, da nas opozarjajo na vsakdanje napake in probleme v našem življenju. Aktualnost je karakteristika vseh njegovih romanov. Pisatelj nas opozarja na napake, ki bi jih morali odpravljati iz življenja." (Strnad 1979)